# أكاراجي
أكَراجي (بالبرتغالية: Acaraje، تلفظ برتغالي: ‎/akaɾaˈʒɛ/‏) أو (يوربا: àkàrà) هي أكلة برازيلية تقليدية شهيرة في ولاية باهيا شمال شرق البرازيل، وخاصة في مدينة سلفادور ترجع أصولها تحديدا إلى غرب أفريقيا. وتعد الأكلة عبارة عن كرة مقلية، أو قرص مصنوع من الفول المطحون والبصل والملح، مقلي في زيت النخيل. ويعرف في القارة الأفريقية باسم أكارا، فيما يسمى في شمال نيجيريا بكوساي، بينما في غانا باسم كوس.
تعد الأكلة من مأكولات الشارع الشائعة جدا خلال مراسيم ديانة كاندومبليه حيت تم جلب الطبق من قبل عبيد غرب أفريقيا أنذاك، كما يمكن العثور عليه بأشكال مختلفة في نيجيريا وغانا وتوغو وبنين ومالي وغامبيا وسيراليون. بعد المراسم ولا سيما في الشمال الشرقي للبرازيل، يقدم الطبق محشوا مع الفلفل (Pimenta)، الجمبري الجاف، كارورو وفاتابا، بالإضافة إلى الخل. وبسبب انتشار الديانة في غرب أفريقيا، فمن التقاليد تقديم الطبق مع مسحوق الفلفل الحار أو صلصة الطماطم الحارة. فيما يعد الأكَراجي جزء من وجبة الإفطار في النيجيرية.

## أصل التسمية
كلمة أكَراجي هي كلمة مشتقة من اللغة اليوروبية. وتعني كلمة أكارا (Àkàrà) عامة «الخبز» أو «المعجنات» أو اسم الطبق نفسه. ويشتق المصطلح البرازيلي "acarajé" إما من تركيبات كلمات اللغة اليوروبية أكارا (Àkàrà) (خبز) وأونجي (onje) (طعام)، أو أكارا (Àkàrà) (المعجنات المستديرة) وجي (je) (للأكل). وقد صرح مارسيو دي جاجون على أن الكلمة جاءت من من الكلمة لغة يوروبا "àkàrà un jẹ" أو «تعال لتأكل الطعام».

## التاريخ

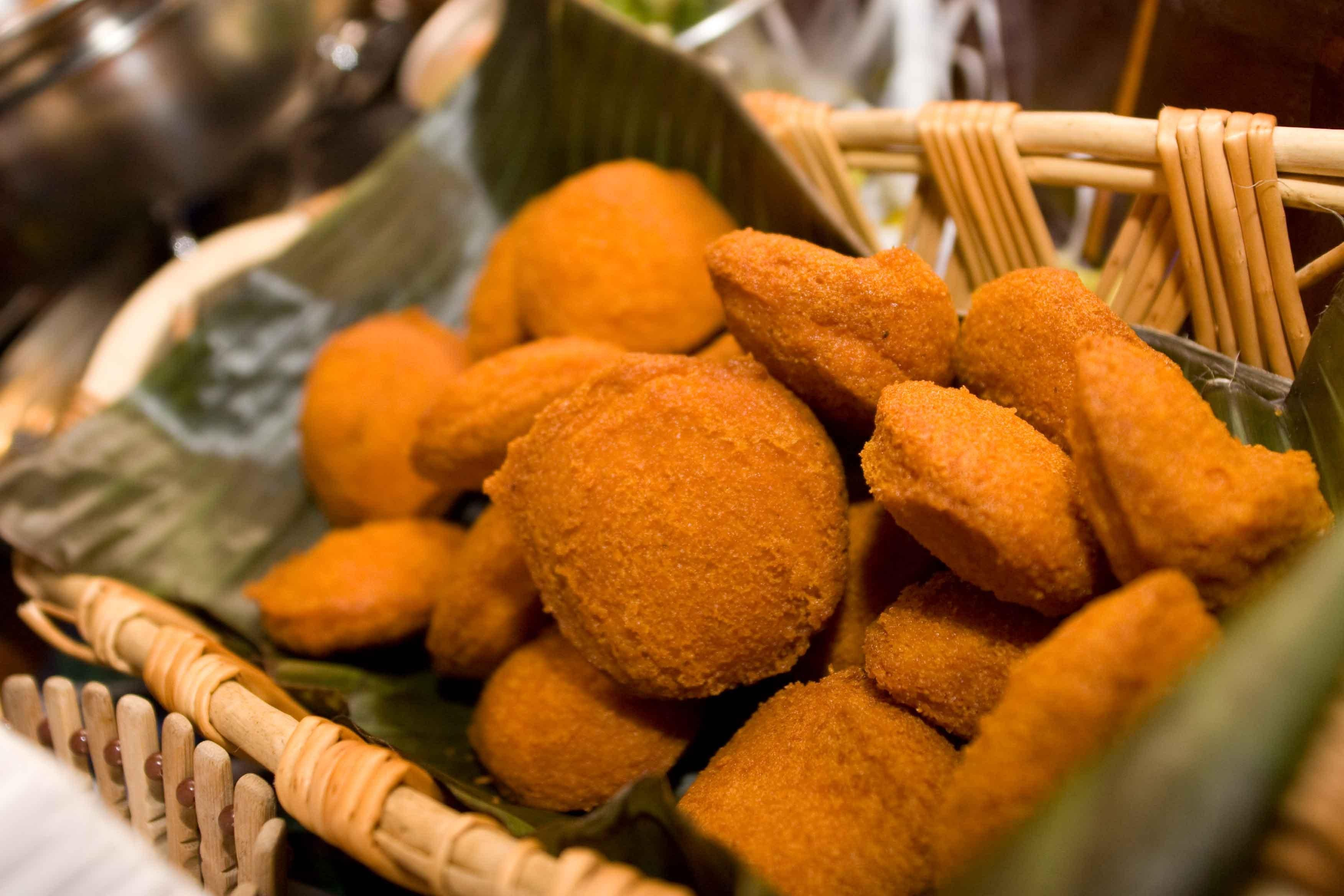
أكَراجي

خلال تجارة العبيد من ساحل غرب أفريقيا إلى البرازيل جلبوا معهم ثقافتهم الأفريقية بما فيها أكارا كما يعرف الطبق في جنوب غرب وجنوب شرق نيجيريا. ويطلق عليه اسم «أكارا» من قبل شعب اليوروبا في جنوب غرب نيجيريا وسيراليون، و«كوجي» من قبل شعب الهوساوة في نيجيريا أو «كوس» في غانا وهو طبق إفطار شعبي، يؤكل مع الدخن أو الذرة بودنغ. في نيجيريا، عادة ما يؤكل أكارا مع الخبز، أوجي (أو إيكو)، وهو نوع من بودنغ الحبوب المخمرة مصنوع من دقيق الذرة الرفيع.
وتلعب «أكارا» دورًا مهمًا في ثقافة اليوروبا، حيث يتم إعدادها خصيصًا للميت ممن بلغ 70 عامًا. وعادة ما يتم قليها بكميات كبيرة وتوزيعها على جميع الأسر القريبة من المتوفى. كما اعتيد إعدادها خلال احتفالات النصر بعد عودت المحاربين منتصرين من الحرب. وتقوم النساء، خاصة زوجات المحاربين، بقليها وتوزيعها على القرويين.
في سيراليون، تتكون أكارا من دقيق الأرز والموز المهروس ومسحوق الخميرة والسكر. بعد الخلط معا، يتم إسقاطها في الزيت باليد، وقليها على شكل أقراص أو كرات على غرار طبق البوف بوف الياباني. وعادة ما يتم إعدادها لأحداث مثل العقيقة أو حفلات الزفاف أو الجنازة أو المناسبات. بغض النظر عن حجم المناسبة، فإن هذا العنصر كلاسيكي في المجتمع السيراليوني.
ظهر بيع الأكَراجي لأول مرة في باهيا في القرن التاسع عشر. وتباع الأكَراجي حاليا في شوارع البرازيل وهي محشوة بشكل مختلف إما باللحم البقري المقلي، لحم الضأن، الروبيان المجفف، القطيفة، صلصة الفوفو، وجوز الهند. معظم البائعين المتجولين الذين يصنعون الأكَراجي في باهيا، البرازيل، هم من النساء، ويمكن التعرف عليهن بسهولة من خلال فساتينهن القطنية البيضاء بالكامل وحجابهن وقبعاتهن. تضم المدينة الآن أكثر من 500 بائع للطبق. غالباً ما تظهر صورة هؤلاء النساء في الأعمال الفنية لمنطقة باهيا وغالباً ما يطلق عليهن البياناس، إلا أن الأكَراجي متاح أيضًا خارج ولاية باهيا، بما في ذلك شوارع الولايات المجاورة سيرجيبي، وأسواق ريو دي جانيرو.

## معرض الصور

صور الفطائر
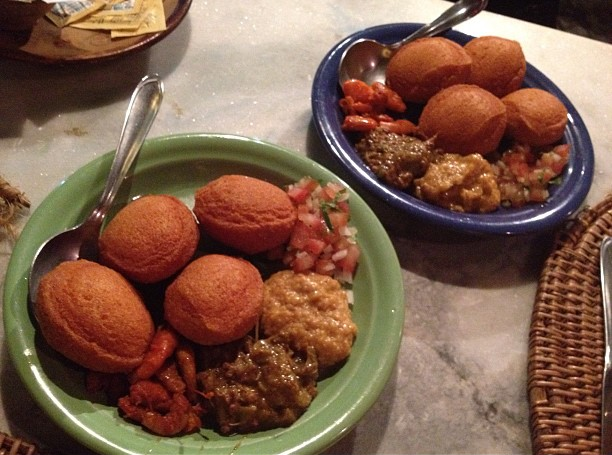
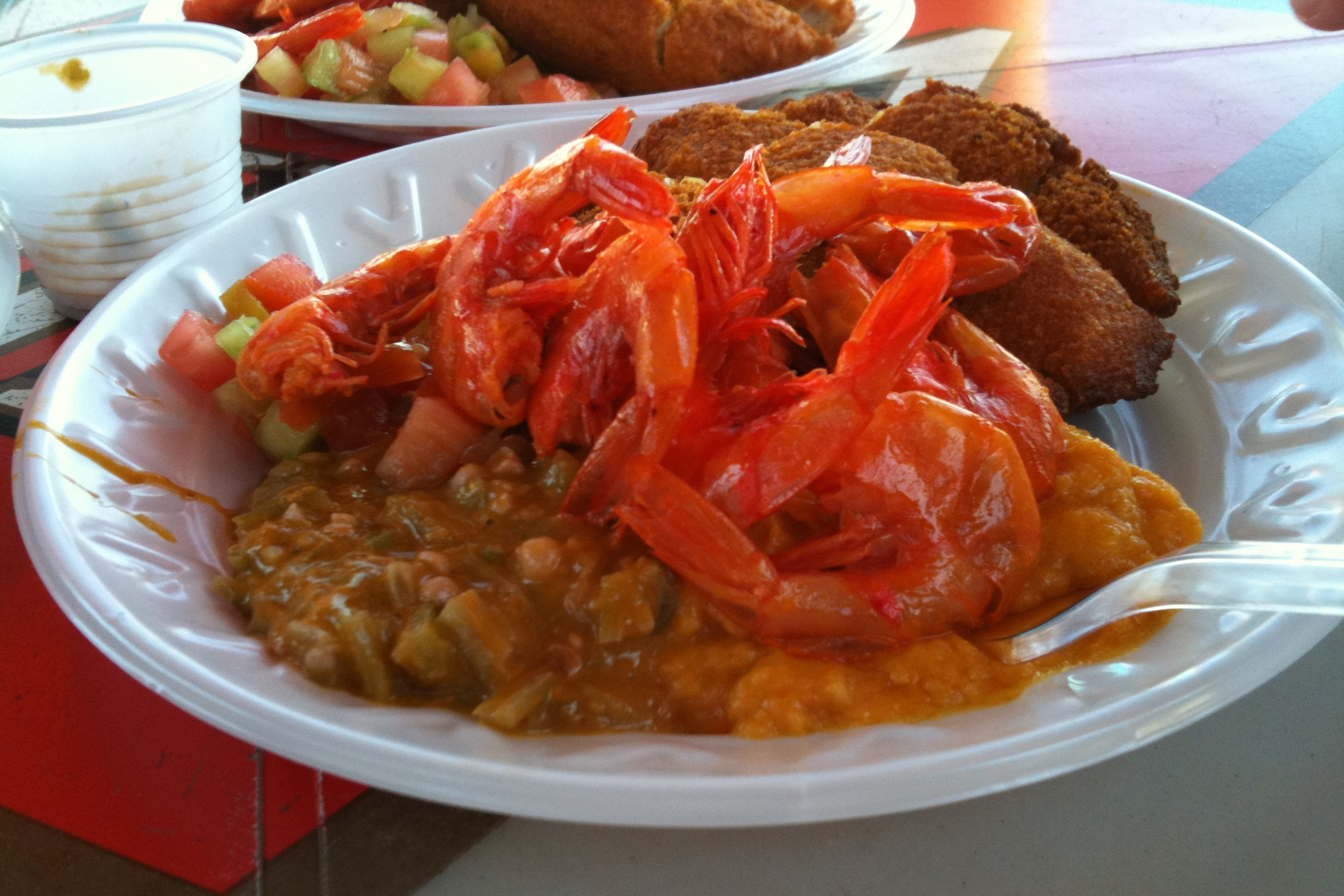
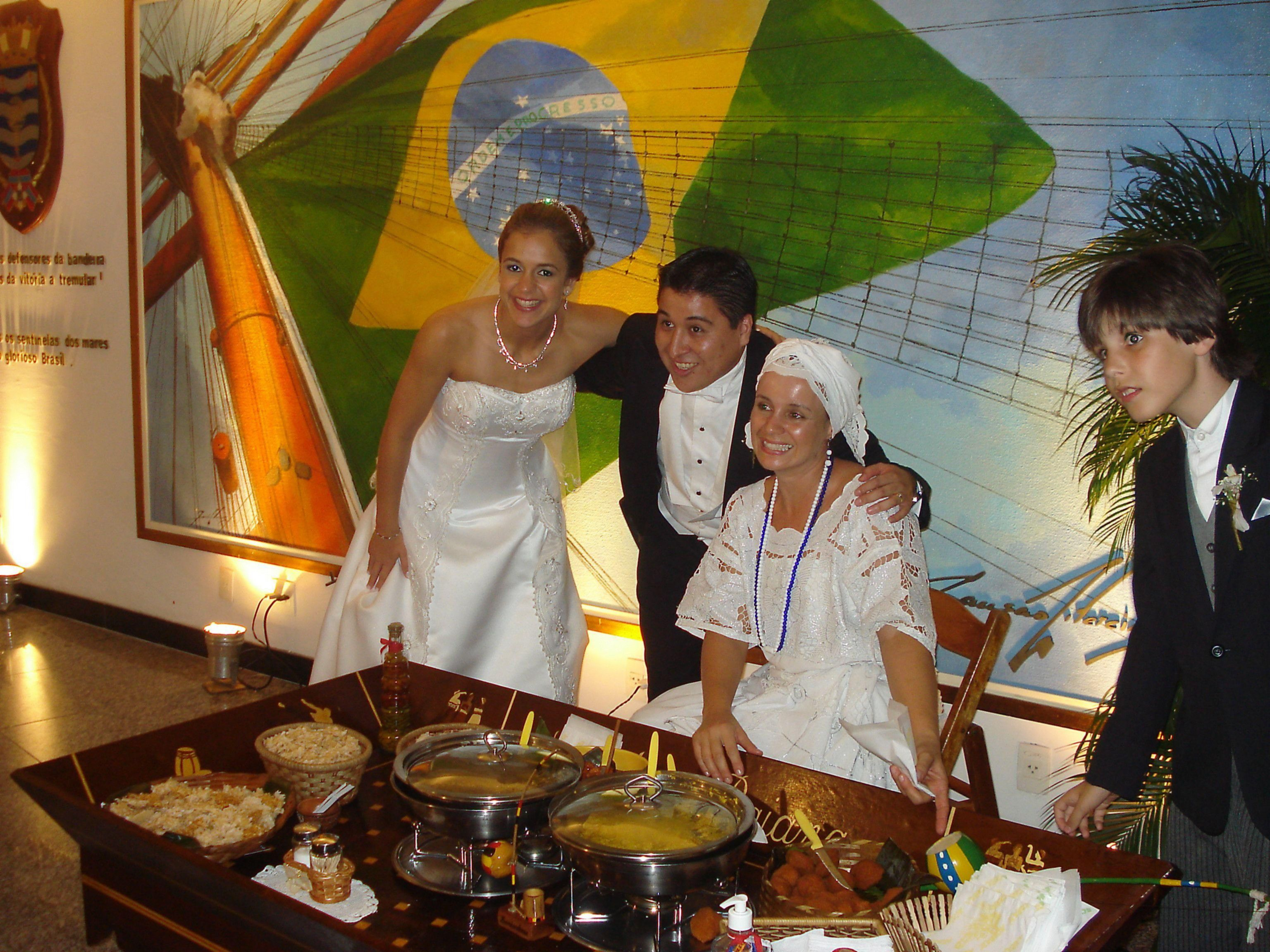
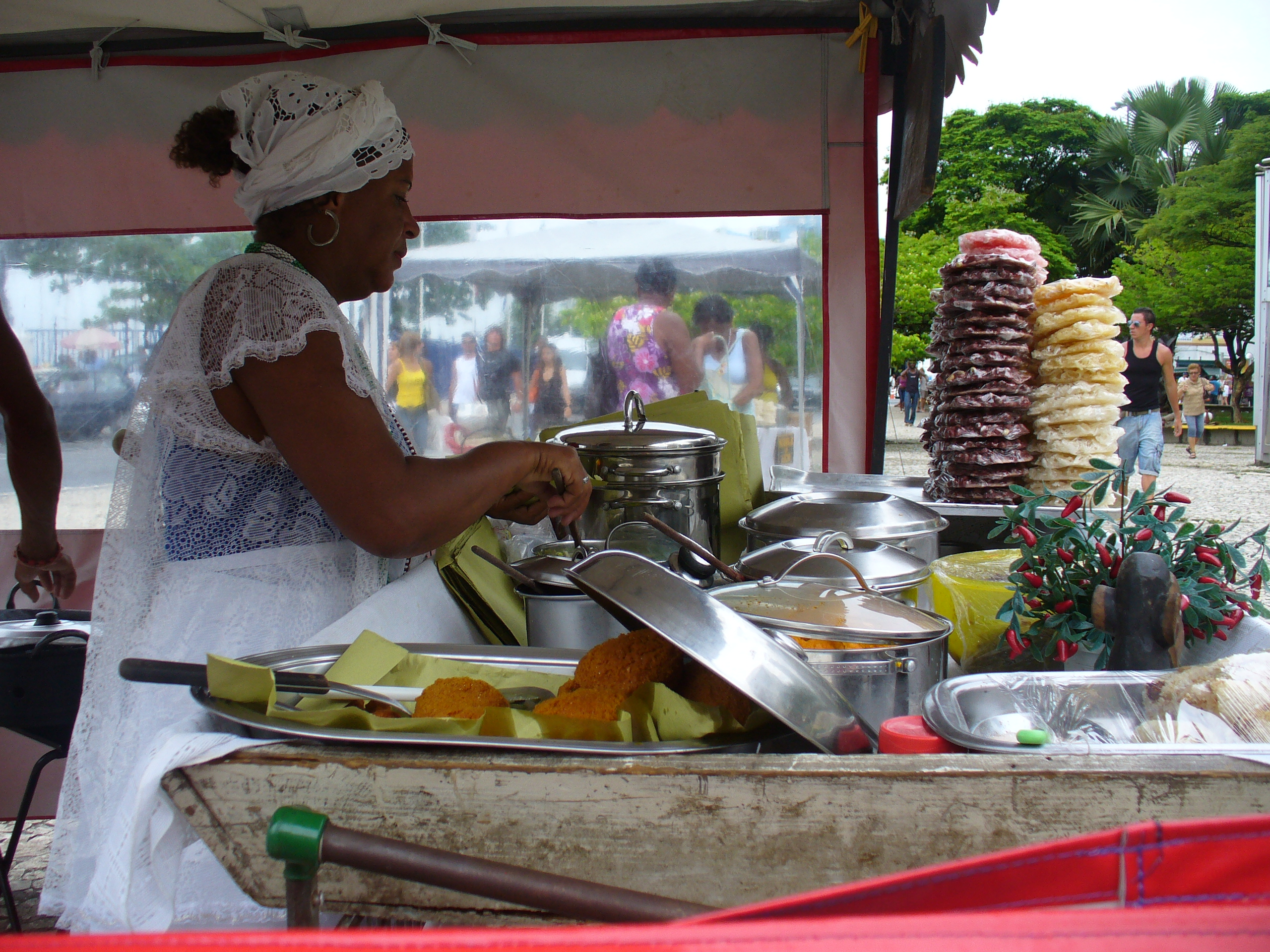
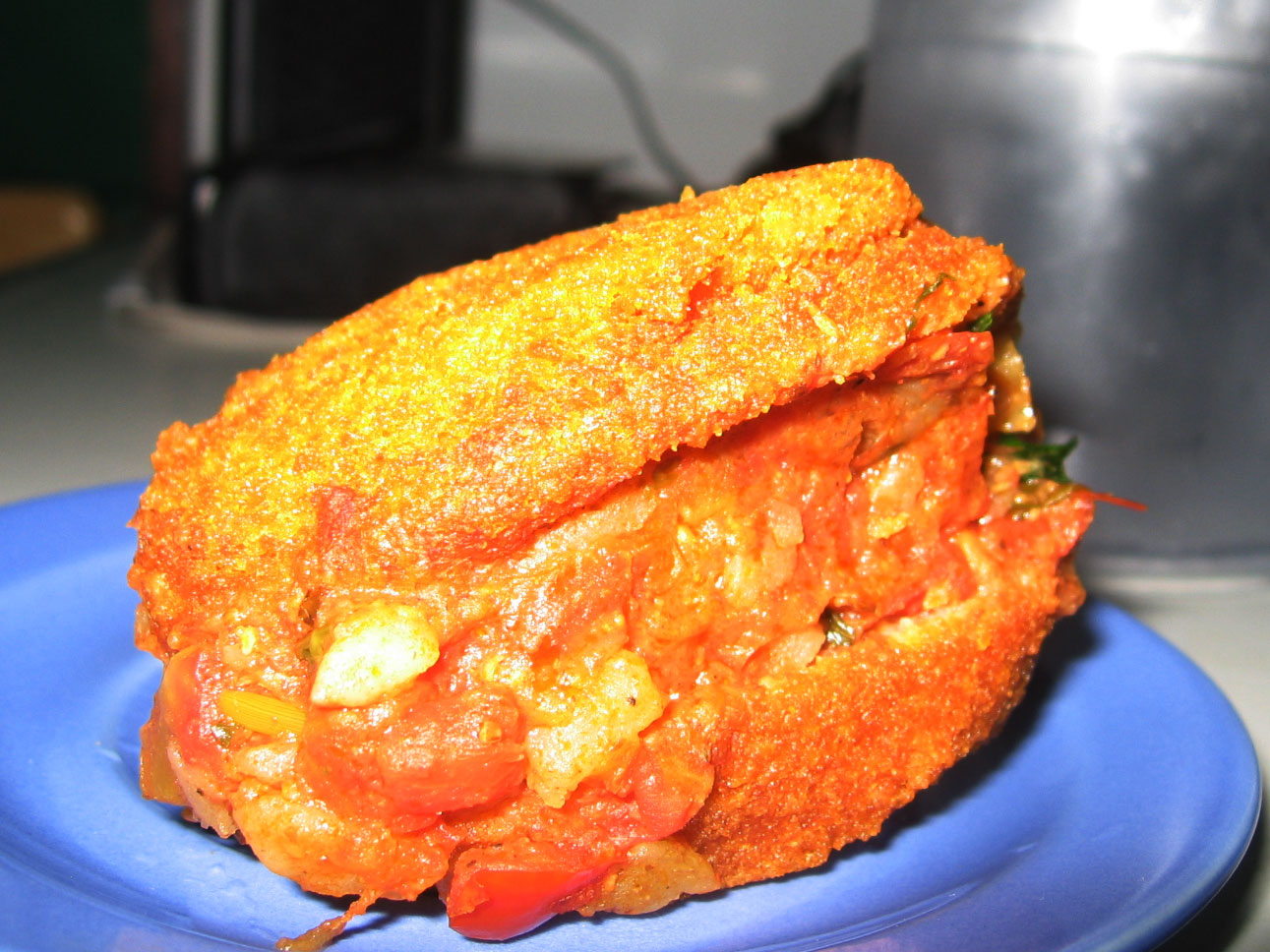

## أطباق مشابهة
- بوبوسا
- فلافل